# バルタ沢
バルタ沢（バルタさわ）は、ベネズエラのカラカスを流れる川で、グアイレ川の支流である。ミランダ州バルタ市を流れる。

## 地理

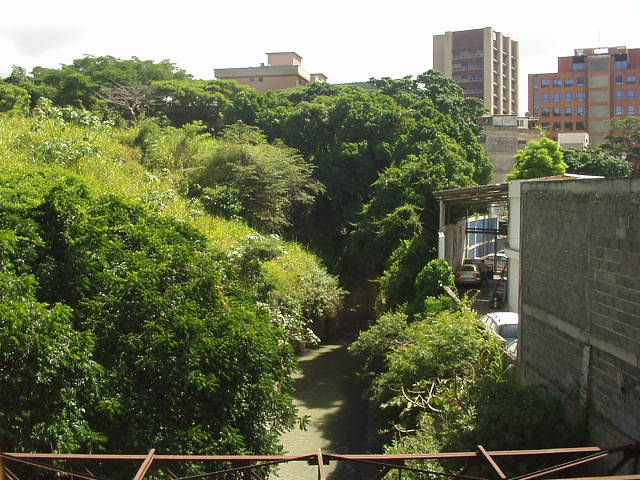
グアイレ川への合流点付近 (2004年8月)

バルタ市の中央部の丘陵地から流れ出て、北に流れてグアイレ川に合流する。上流部を除き、流路はカラカスバルタ自動車道沿いにあって直線化されている。下流では深く掘り込まれたコンクリートの河道を流れる。
バルタ市の歴史的中心である「バルタ」のそばを流れるのはマンサナレス川で、バルタ沢はバルタからは北に離れたところを流れる。